# Борисова, Надежда Юрьевна
Надежда Юрьевна Борисова (род. 1993) — российская пловчиха в ластах.

## Карьера
Занимается плаванием с 2002 года. Победитель и призёр ряда международных и национальных турниров.
Приказом Министра спорта Российской Федерации от 3 июня 2015 года № 71 удостоена почётного звания Заслуженный мастер спорта России.
Образование высшее (окончила РГУФКСМиТ).